# Кириш (Клуж)
Кириш (рум. Chiriș) насеље је у Румунији у округу Клуж у општини Ђака. Oпштина се налази на надморској висини од 292 m.

## Становништво
Према подацима из 2002. године у насељу је живело 96 становника, од којих су сви румунске националности.